# Alexandre-François Caminade
Alexandre-François Caminade (París, 1783 – París, 1862) pintor francés.
Pintaba principalmente cuadros de temática religiosa y retratos y fue alumno de Jacques Louis David.

## Obras principales

### Retratos
- Louise-Anne de Bourbon-Condé, s.XIX, Mairie de Nozières y Château de Versailles.

## Subastadas
- Álbum de 64 dibujos, 34,5 par 28 cm, de diversa temática, en la Piasa, Hotel Drouot, 16 de junio de 2004, lot 191, no vendido.
- 27 dibujos en tres lotes, n.° 171-173, diversidad temática, en Tajan, 15 de noviembre de 2004, no vendidos.

- Wikimedia Commons alberga una categoría multimedia sobre Alexandre-François Caminade.

- Datos: Q944567
- Multimedia: Alexandre-François Caminade / Q944567